# Rafael del Pino
Rafael del Pino (Pinar del Río, 22 settembre 1938) è un aviatore ed ex generale cubano della Difesa antiaerea e forza aerea rivoluzionaria cubana, dissidente del regime castrista che defezionò pilotando un aereo civile da Cuba a Key West in Florida.

## Biografia
Del Pino aderì al Movimento del 26 luglio di Fidel Castro all'età di 17 anni nel dicembre 1955. Per questa sua militanza politica fu arrestato e imprigionato nel 1957. Dopo il suo rilascio si recò in esilio in Venezuela dove venne nuovamente arrestato durante l'insurrezione contro il locale dittatore Marcos Pérez Jiménez.
Nel 1958 fece ritorno a Cuba ed entrò nelle file dei guerriglieri di Fidel Castro nelle montagne della Sierra Maestra. Verso la fine della guerra contro il regime di Fulgencio Batista aveva raggiunto il grado Primo tenente dell'Esercito Ribelle.
In seguito al trionfo della Rivoluzione cubana entro nei ranghi dell'aviazione militare cubana la Difesa antiaerea e forza aerea rivoluzionaria nel 1959 e iniziò il suo addestramento per diventare pilota militare. Nell'aprile del 1961 prese parte ai combattimenti aerei contro le forze controrivoluzionarie sponsorizzate dalla CIA nell'Invasione della baia dei Porci. Pilotando un Lockheed T-33 Shooting Star distrusse in volo due Douglas A-26 Invader e fece colare a picco diverse navi nemiche. Durante i tre giorni di battaglia volò in 25 missioni di combattimento. Come risultato della decisiva parte fatta dai piloti cubani in questo evento storico il presidente Fidel Castro li fece nominare "Eroi di Playa Girón".
Nell'ottobre 1962 durante la Crisi dei missili di Cuba il generale del Pino venne nominato consigliere di Fidel Castro in tutte le materie riguardanti le forze aeree cubane.
Nel 1987 l'avversione di del Pino verso il regime di Fidel Castro raggiunse il suo culmine ed egli decise di rompere i suoi ponti con il regime, il 28 maggio dello stesso anno volò con tutta la sua famiglia in un Cessna 402 raggiungendo Key West in Florida.
Del Pino in seguito alla sua fuga da Cuba divenne un attivo sostenitore dell'idea di importare una democrazia di stampo occidentale sulla sua isola natale. Per questo scopo nel 1996 prese parte alla fondazione del "Consiglio Militare Cubano-Americano" (CAMCO) con l'ex oppositore Erneido Oliva secondo ufficiale più alto al comando della Brigata 2506 nell'Invasione della baia dei Porci.